# Інерційні газові сепаратори

Рис. 1. — Циклонний сепаратор СЦВ-5 для природного газу: а — загальний вигляд сепаратора; 1 — корпус сепаратора; 2 — зливна труба; 3 — корпус циклону; 4 — вивід газу з корпусу циклону; 5 — камера розриву; 6 — тангенціальне введення газорі-динної суміші; 7 — конденсатозбірник; б — розрахункова схема сепаратора

Інерційні газові сепаратори — різновид газового сепаратора для осадження із газу крапельок рідини і часток породи за рахунок використання інерційних сил.

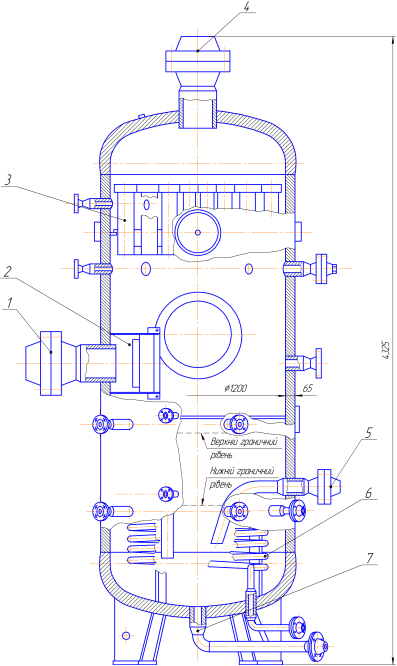
Рис. 2. — Вертикальний сепаратор СВ1200-15,2-1:
1 — штуцер вхідний; 2 — відбійна пластина; 3 — відцентровий елемент;
4 — патрубок відвідний газовий; 5 — патрубок виходу конденсату; 6 — змійовик-теплообмінник; 7 — через дренажний патрубок

Зокрема, в інерційних сепараторах ефект осадження із газу крапельок рідини і часток породи досягається за рахунок використання відцентрових сил. Такі сепаратори називають циклонними.
На рис. приведена схема циклонного сепаратора СЦВ-5 з розривом струменя.
Принцип роботи циклонних сепараторів ґрунтується на тому, що газорідинний потік з великою швидкістю (10 — 25 м/с) вводиться в тангенціальний патрубок 6, що має невеликий нахил до горизонту. За рахунок відцентрової сили важкі крапельки рідини осідають на стінці корпусу циклону 3 і у вигляді плівки стікають вниз, а газ, легший, ніж рідина, відтискається до центру циклону.
В циклонних сепараторах передбачено різке зниження швидкості рідини, яка не встигла осісти в корпусі циклону 3 і унесеної потоком газу по трубці 4, яка осідає і по зливній трубі 2 направляється в конденсатозбірник 7.
Такі сепаратори широко застосовуються на газових і газоконденсатних родовищах.

## Сепаратор СВ1200-15,2-1
Сепаратор СВ1200-15,2-1 функціонує наступним чином. Газорідинний потік надходить в апарат через радіально розташований штуцер вхідний 1 на відбійну пластину 2 вузла входу газу для часткового відділення великих крапель рідини та зниження енергії потоку. Після цього, піднімаючись внутрішньою порожниною сепаратора, газорідинний потік надходить до блоку краплевідділення 3, котрий являє собою поєднання внутрішніх патрубків та зовнішніх кришок в яких відбувається рух потоку середовища з наступним двоетапним розверненням на 180º. При цьому відбувається відділення краплинної рідини і механічних домішок від газу за рахунок відцентрових сил. Очищений газ виходить з верхньої частини сепаратора через патрубок відвідний газовий 4, а рідина і механічні домішки опускаються в нижню частину, звідки виводяться через дренажний патрубок 7. Відділений конденсат виходить через патрубок виходу конденсату 5. Підігрів робочого середовища здійснюється за допомогою змійовика-теплообмінника 6.